# Quercus glaucoides
Espèce
Quercus glaucoides est une espèce de chênes de la section Quercus (section « des chênes blancs »), que l'on rencontre dans le centre et le sud du Mexique. Il s'agit d'un arbre de la canopée dans son habitat d'origine et peut mesurer entre 50 et 70 m.

## Remarque
Quercus glaucoides M.Martens & Galeotti ne doit pas être confondu avec Quercus glaucoides auct. non M. Martens & Galeotti, nom illégitime synonyme de Quercus laceyi Small.